# Leonidas z Tarentu
Leonidas z Tarentu (stgr. Λεωνίδας ὁ Ταρεντῖνος Leonidas ho Tarentinos) (ur. ok. 320 r. p.n.e.)  – grecki poeta. Autor głównie epigramatów.
Meleager z Gadary umieścił w swojej antologii epigramatów powstałej około 60 roku p.n.e. ponad sto wierszy Leonidasa. Dzięki temu, z powstałej ok. 900 r. w Bizancjum tzw. Antologii Palatyńskiej, możemy poznać twórczość tego wybitnego poety. Dwa wiersze przetrwały dzięki wypisom Stobajosa, a jeden zachował się dzięki znaleziskom papirusowym. 
Tematy do swych utworów Leonidas czerpał głównie z życia ludzi ubogich: rzemieślników, rybaków, wyrobników. Opisywał życie biedaków w różnych miastach Wielkiej Grecji.  Stąd przypuszcza się, że był ubogim tułaczem. Życie i pracę prostych ludzi Leonidas opisywał kunsztownym i wyszukanym stylem używając często rzadkich słów i tworząc neologizmy. W jego opisach przyrody widoczny jest wpływ Anyte z Tegei. Część epigramów dotyczy dzieł sztuki i utworów literackich, natomiast w twórczości Leonidasa brak, typowych dla tego typu utworów poetyckich, tematów biesiadnych i erotycznych.
Wpływ Leonidasa widoczny jest u epigramatyków greckich aż do VI w. n.e. Znali i podziwiali go poeci rzymscy: Propercjusz, Wergiliusz, Owidiusz. Sami parając się tworzeniem epigramatów, korzystali z jego motywów.